# Shivakumara Swami
Shivakumara Swami (nascido Shivanna; Veerapura, 1 de abril de 1907 – Tumkur, 21 de janeiro de 2019) foi um humanitário, líder espiritual, educador e supercentenário indiano. Ele era uma figura religiosa do lingayatismo. Swami ingressou na Siddaganga Matha em 1930, em Karnataka, e tornou-se vidente principal em 1941. Ele também fundou a Sri Siddaganga Education Society. Descrito como o mais estimado adepto do lingayatismo (virashivaísmo), ele era chamado de Nadedaaduva Devaru (Deus ambulante) no estado. Em 2015, Swami foi agraciado pelo Governo da Índia com o Padma Bhushan, o terceiro maior prêmio civil da Índia.

## Vida pregressa
Shivanna nasceu em 1º de abril de 1907, em Veerapura, um vilarejo próximo a Magadi, no antigo Reino de Mysore (no atual distrito de Ramanagara, no estado de Karnataka), em uma família vokaliga. Ele era o mais novo dos treze filhos de Gangamma e Honne Gowda. Como eram seguidores devotos das divindades Gangadhareshwara e Honnadevi, os pais de Shivanna o levavam aos santuários em Shivagange e a outros centros religiosos ao redor de Veerapura. Sua mãe, Gangamma, morreu quando ele tinha oito anos.
Shivanna concluiu o ensino fundamental em uma escola rural anglo-vernacular em Nagavalli, um vilarejo no atual distrito de Tumkur. Ele se formou em 1926. Durante esse período, ele também foi aluno residente da Siddaganga Matha. Ele se matriculou no Central College of Bangalore para estudar artes com física e matemática como matérias opcionais. Shivanna era proficiente nos idiomas kannada, sânscrito e inglês.
Shivanna terminou seus estudos na faculdade antes de obter o diploma de bacharel porque havia sido nomeado sucessor de Uddana Shivayogi Swami como chefe do Siddaganga Matha. O amigo de Shivanna e herdeiro do chefe do Matha, Sri Marularadhya, faleceu em 16 de janeiro de 1930. O chefe em exercício, Shivayogi Swami, escolheu Shivanna para ocupar o lugar de Sri Marularadhya como herdeiro. Após a iniciação formal, Shivanna, renomeado Shivakumara, entrou no viraktashram (a ordem dos monges) em 3 de março de 1930. Ele assumiu o nome pontifício de Shivakumara Swami. Após a morte de Shivayogi Swami em 11 de janeiro de 1941, Shivanna assumiu o comando da matha.

## Trabalho social
O Swami fundou um total de 132 instituições para educação e treinamento, que vão desde uma escola maternal até faculdades de engenharia, ciências, artes e administração, bem como treinamento vocacional. Ele estabeleceu instituições educacionais que ensinam sânscrito tradicional, bem como ciência e tecnologia modernas. A gurukula do Swami abriga mais de 10.000 crianças de cinco a dezesseis anos de idade. As casas estão abertas a crianças de todas as religiões, castas e credos, que recebem alimentação, educação e abrigo gratuitos (Trividha Daasoha). Os peregrinos e visitantes do mutt também recebem refeições gratuitas. Sob a orientação do Swami, uma feira agrícola anual era realizada para o benefício da população local.
O Swami era amplamente respeitado por seu trabalho filantrópico. O governo de Karnataka anunciou a instituição do Shivakumara Swamiji Prashasti a partir de 2007, o centenário de nascimento do Swamiji. A. P. J. Abdul Kalam, ex-presidente da Índia, visitou-o em Tumkur e elogiou o trabalho humanitário e as iniciativas do Swami na área da educação. Como outros Lingayats, o Swami aderiu a uma dieta vegetariana rigorosa.

## Doença e morte
A partir de 2016, Swami foi repetidamente hospitalizado em Bangalore devido a várias infecções, também se recuperando completamente após o tratamento. As hospitalizações foram relatadas em jornais da região. Em 3 de janeiro de 2019, ele foi hospitalizado novamente. Em 11 de janeiro, ele foi colocado em suporte à vida à medida que suas condições se deterioravam. Em 16 de janeiro, apesar da completa falta de recuperação, o Swami foi transferido de volta para Siddaganga Matha a seu próprio pedido. Em 21 de janeiro, foi relatado que ele estava em estado crítico. Ele faleceu às 11h44, horário local, naquele dia. O governo de Karnataka declarou feriado público em 22 de janeiro como parte do período de três dias de luto do estado em sinal de respeito.

## Prêmios e reconhecimentos
Em reconhecimento ao seu trabalho humanitário, a Universidade de Karnataka concedeu ao Swami o título de Doutor Honorário em Literatura em 1965. Em seu centenário, em 2007, o Governo de Karnataka concedeu ao Swami o Karnataka Ratna, o mais alto prêmio civil do estado. Em 2015, o Governo da Índia concedeu-lhe o Padma Bhushan.
Em 2017, o governo de Karnataka e seus seguidores buscaram o Bharat Ratna para ele por seu serviço social.